# Amaro Garcia Loureiro
Amaro Garcia Loureiro (Ponta Delgada, 8 de Maio de 1892 - ?) foi um militar e político português.

## Biografia
Filho de João Pacheco Loureiro e de sua mulher Maria das Mercês de Cabedo. Oficial do Exército, foi eleito Deputado em 1922, pelo Círculo Eleitoral de Elvas.
Foi um dos membros iniciais do Grupo Parlamentar de Acção Republicana, uma associação política formada por deputados e senadores que tinham saído do Grupo Parlamentar de Acção Republicana. Foi um dos dois deputados nacionalistas presos na sequência da Revolta de 18 de Abril de 1925, processo que provocou uma viva polémica no governo, uma vez que existiam dúvidas que sobre se tinham sido apanhados em flagrante delito, o que tornava a sua prisão inconstitucional. Assim, devido em parte à fragilidade das provas, foram ambos libertados em 28 de Abril.
Em Junho de 1935, foi preso em conjunto com outros militares, como parte de um conjunto de medidas contra antigos políticos por parte da ditadura do Estado Novo, e em Março de 1958 surge como líder da Federação Municipal de Lisboa do Partido Republicano Português.